# Wójtowa Wieś (gromada)
Wójtowa Wieś (od 31 XII 1959 Winów) – dawna gromada, czyli najmniejsza jednostka podziału terytorialnego Polskiej Rzeczypospolitej Ludowej w latach 1954–1972.
Gromady, z gromadzkimi radami narodowymi (GRN) jako organami władzy najniższego stopnia na wsi, funkcjonowały od reformy reorganizującej administrację wiejską przeprowadzonej jesienią 1954 do momentu ich zniesienia z dniem 1 stycznia 1973, tym samym wypierając organizację gminną w latach 1954–1972.
Gromadę Wójtowa Wieś z siedzibą GRN we Wójtowej Wsi (obecnie w granicach Opola) utworzono – jako jedną z 8759 gromad na obszarze Polski – w powiecie opolskim w woj. opolskim, na mocy uchwały nr VII/26/54 WRN w Opolu z dnia 4 października 1954. W skład jednostki weszły obszary dotychczasowych gromad Wójtowa Wieś i Winów ze zniesionej gminy Wójtowa Wieś w tymże powiecie. Dla gromady ustalono 19 członków gromadzkiej rady narodowej.
31 grudnia 1959 do gromady Wójtowa Wieś włączono obszar zniesionej gromady Górki w tymże powiecie, po czym gromadę zniesiono Wójtowa Wieś przez przeniesienie siedziby GRN z Wójtowej Wsi do Winowa i zmianę nazwy jednostki na gromada Winów.